# Kovanlık, Bulancak
Kovanlık là một thị trấn thuộc huyện Bulancak, tỉnh Giresun, Thổ Nhĩ Kỳ. Dân số thời điểm năm 2011 là 1.882 người.